# St. Antonius (Dottel)

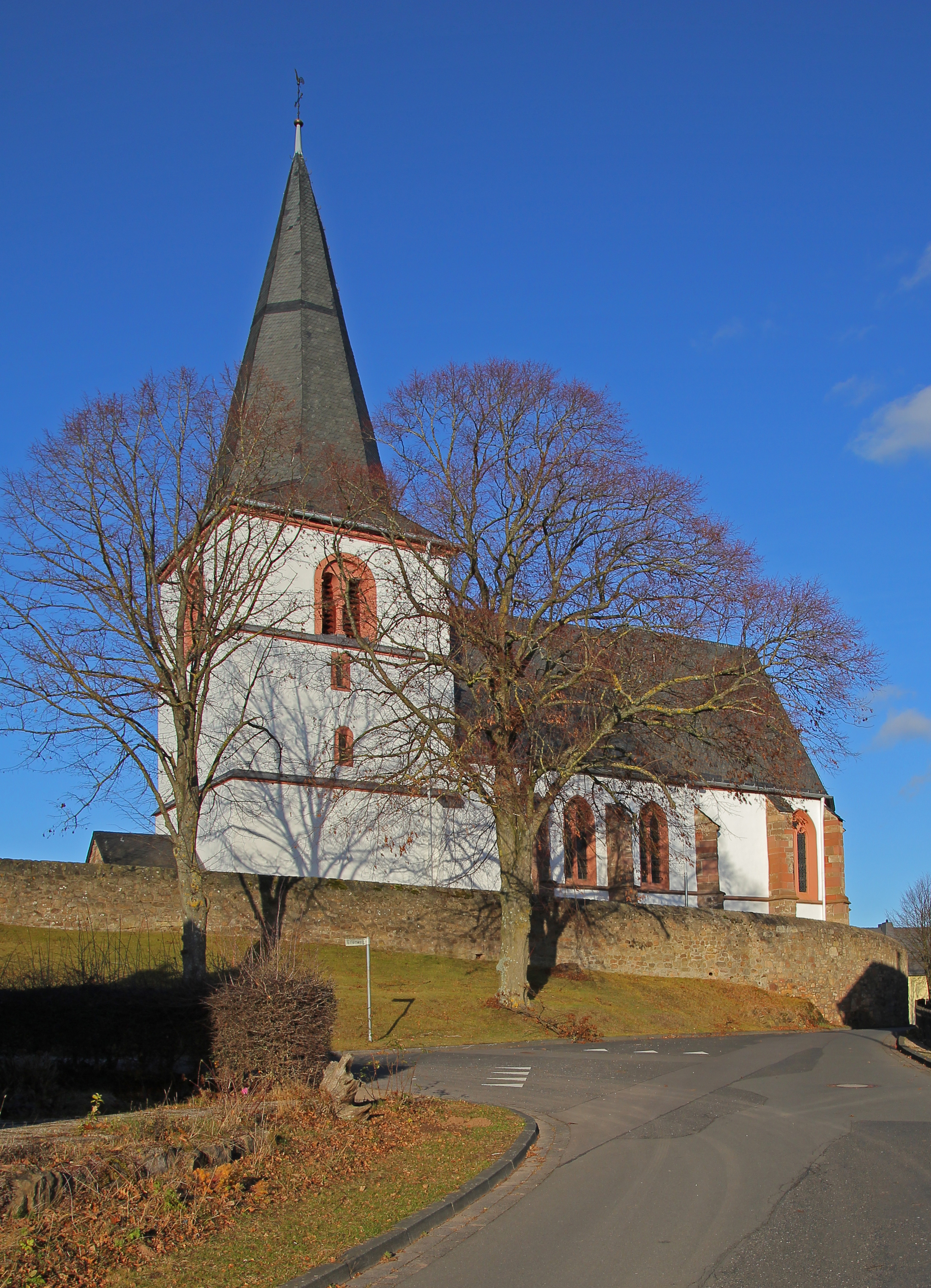
Pfarrkirche St. Antonius

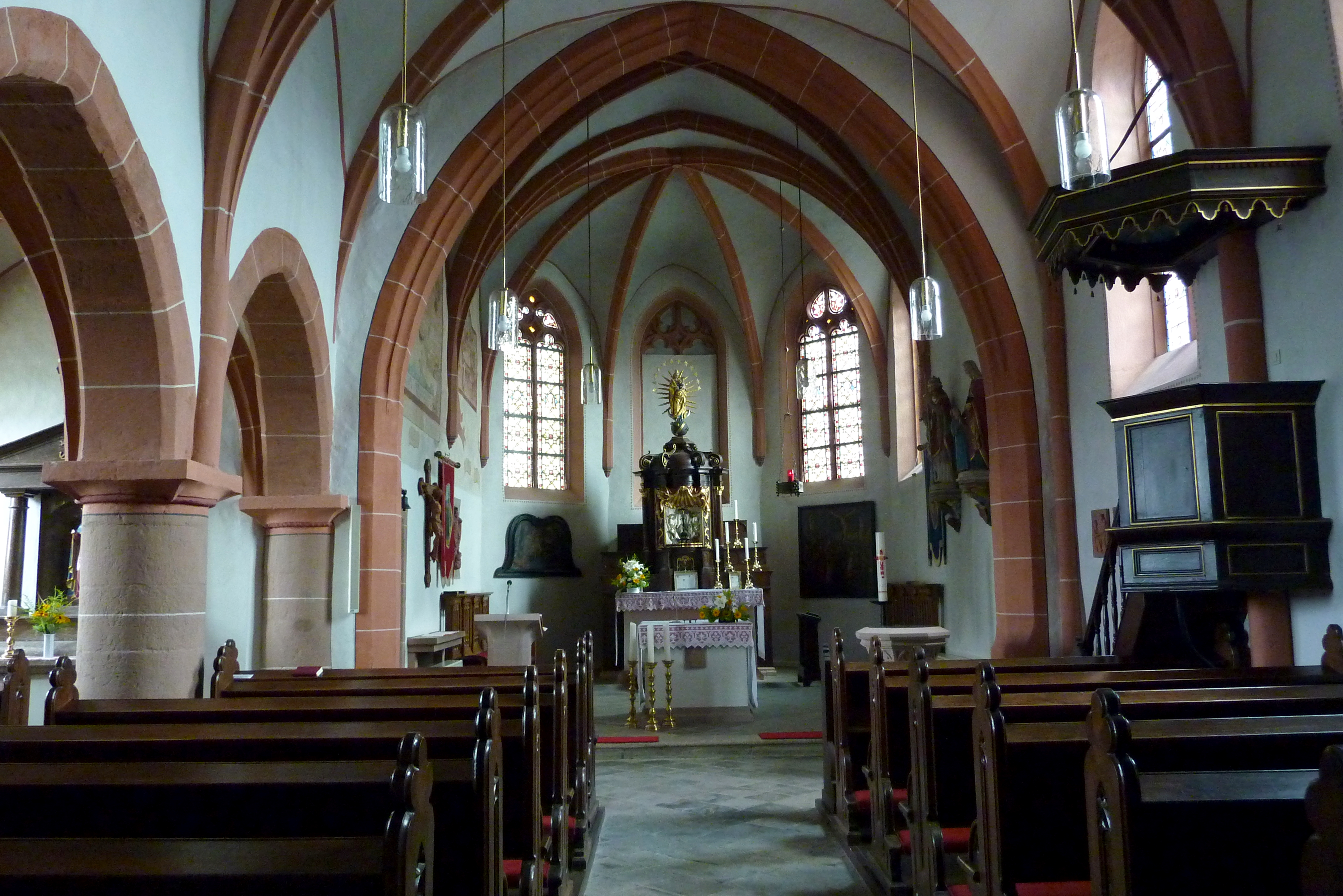
Innenansicht der Kirche

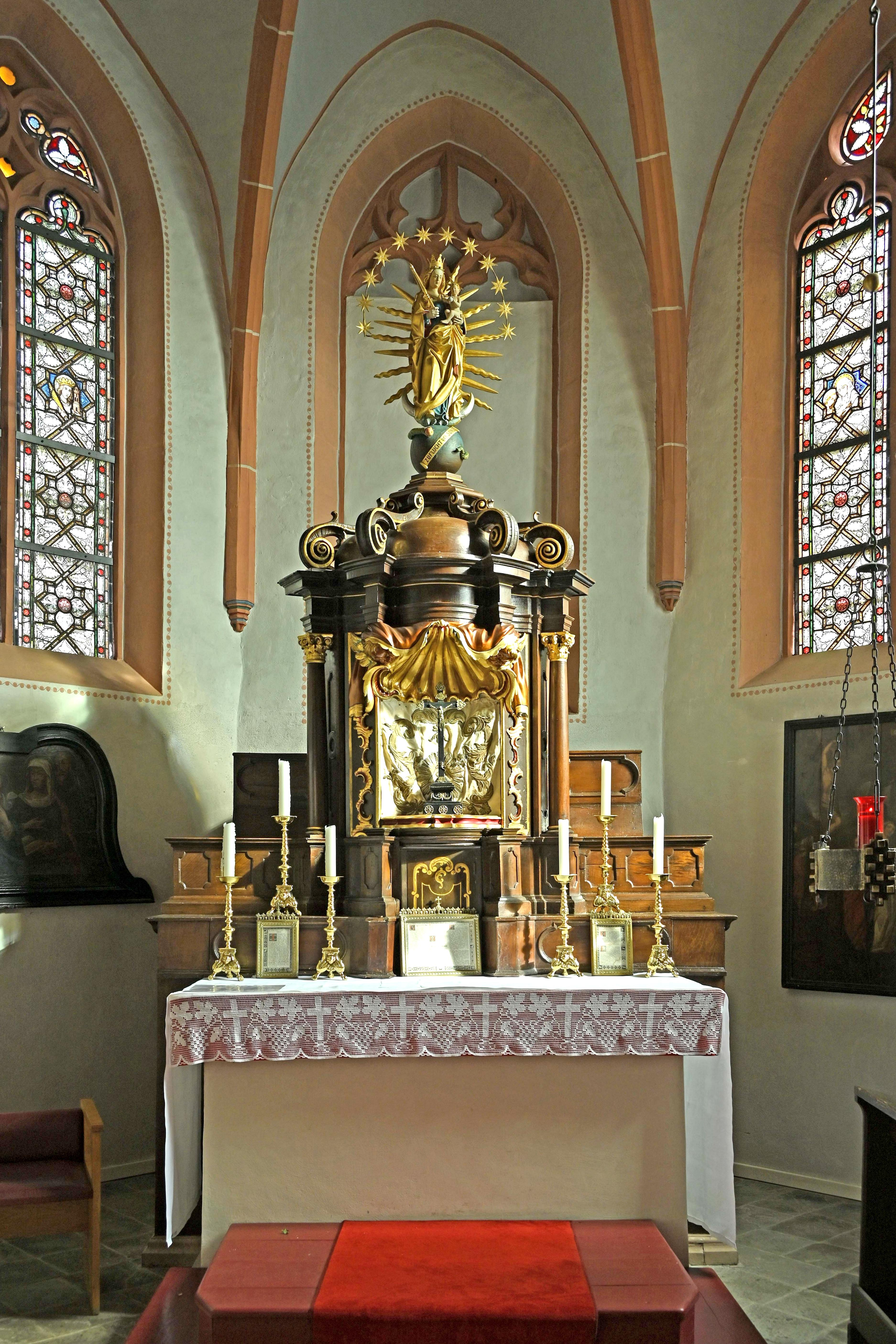
Hochaltar mit Drehtabernakel

Die katholische Pfarrkirche St. Antonius ist ein denkmalgeschütztes Kirchengebäude in Dottel, einem Ortsteil der Gemeinde Kall im Kreis Euskirchen (Nordrhein-Westfalen). Die Pfarrei St. Antonius bildet heute mit mehreren anderen Pfarreien die Gemeinschaft der Gemeinden Hl. Hermann-Josef Steinfeld im Bistum Aachen.

## Geschichte und Architektur
Über die Vorgängerkapelle des 14. Jahrhunderts existieren keine urkundlichen Überlieferungen.
Die zweischiffige, kreuzrippengewölbte Pseudobasilika aus dem 15. Jahrhundert steht auf einer Anhöhe oberhalb des Dorfes. Sie wurde aus Bruchstein gemauert und verputzt. Der vorgesetzte, dreigeschossige Westturm mit einem Glockengeschoss in Höhe des Schiffdaches wurde ebenso wie das Chorhaus mit der Sakristei im 16. Jahrhundert errichtet. Die Turmhalle ist kreuzgewölbt. Es besteht eine Ähnlichkeit mit der Johanneskirche in Olef, deren Filialkapelle sie ursprünglich war. Die Kanzel und der Hochaltar stammen aus dem 18. Jahrhundert. Das nördliche Seitenschiff ist niedriger als das Mittelschiff, der Chor ist so breit wie das Mittelschiff. Mittel- und Seitenschiff sind dreijochig, der Chor ist einjochig und er schließt fünfseitig. An der linken Chorwand steht ein Sakramentshäuschen. Die Sakristei befindet sich im Winkel zwischen Chorjoch und Seitenschiff. Von 1977 bis 1982 wurde eine Außenrenovierung vorgenommen und 1985/86 wurde das Innere der Kirche renoviert. Die Ausmalung erfolgte durch Josef Bürger. Dabei wurden an der linken Chorwand zwei Fresken freigelegt. Einmal das Jüngste Gericht, mit einer Größe von etwa 200 × 280 cm, aus dem 18. Jahrhundert. Zum anderen das Letzte Abendmahl mit einer Größe von 130 × 160 cm, aus jüngerer Zeit.

## Ausstattung

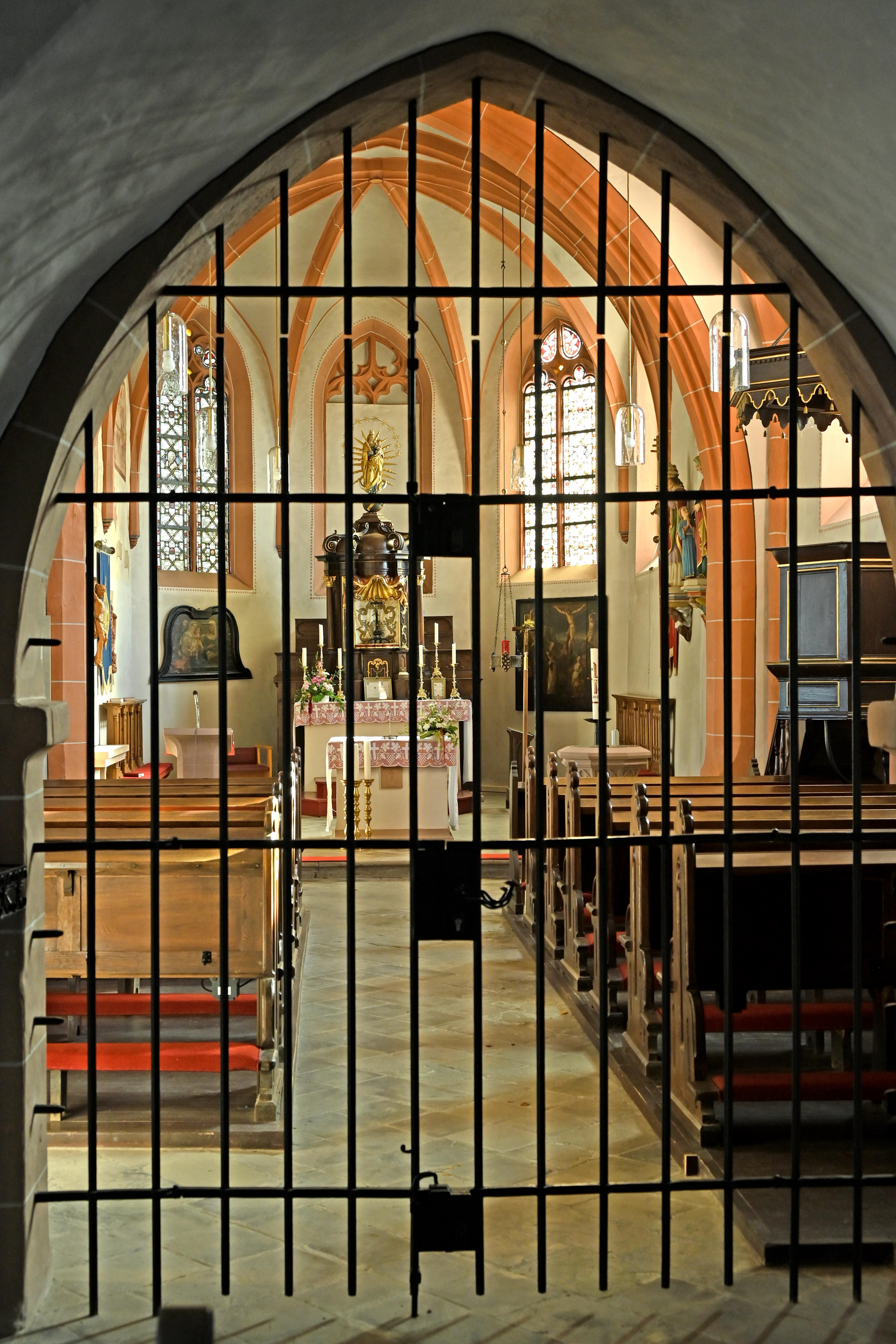
Innenraum nach Osten
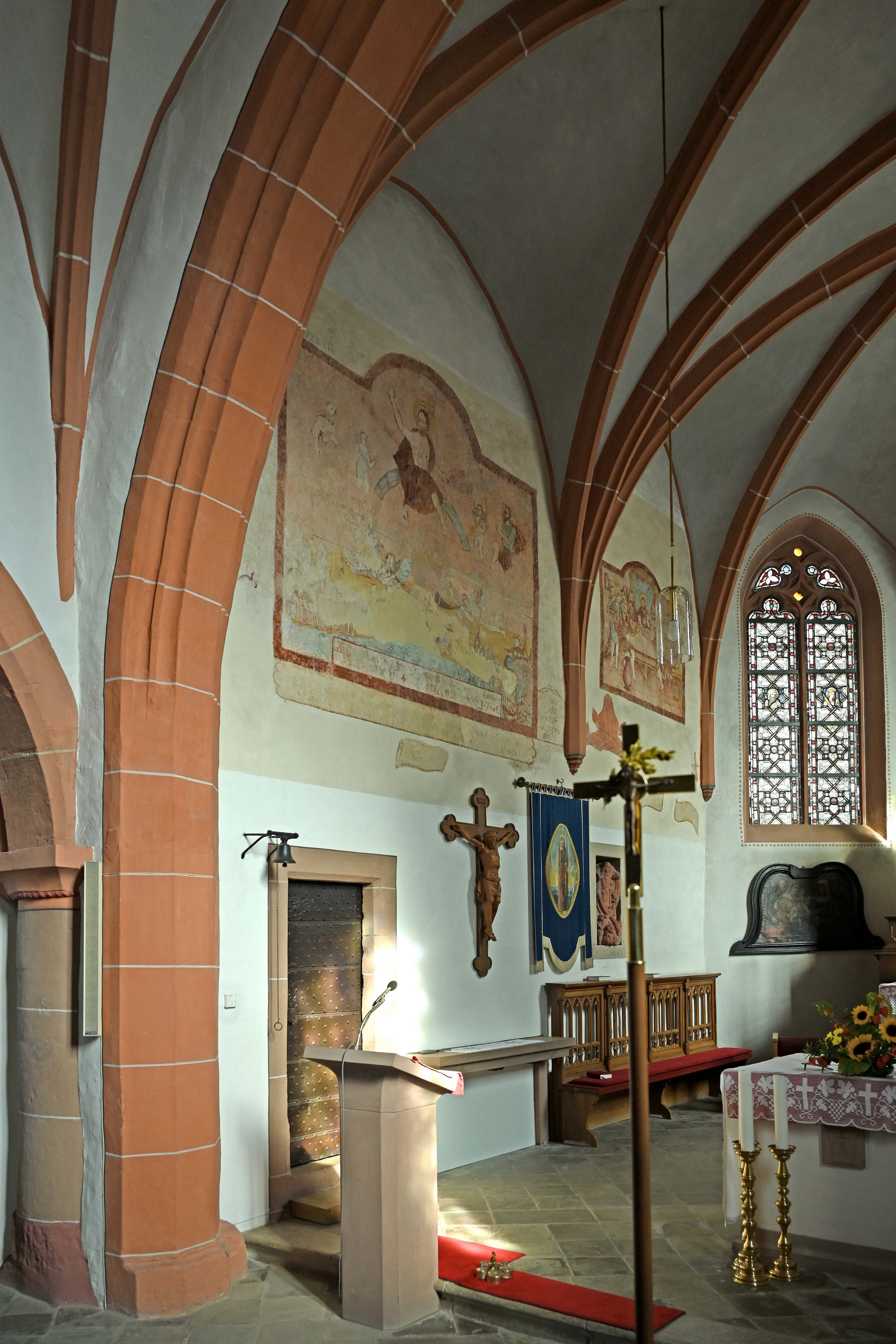
Chor mit Fresken
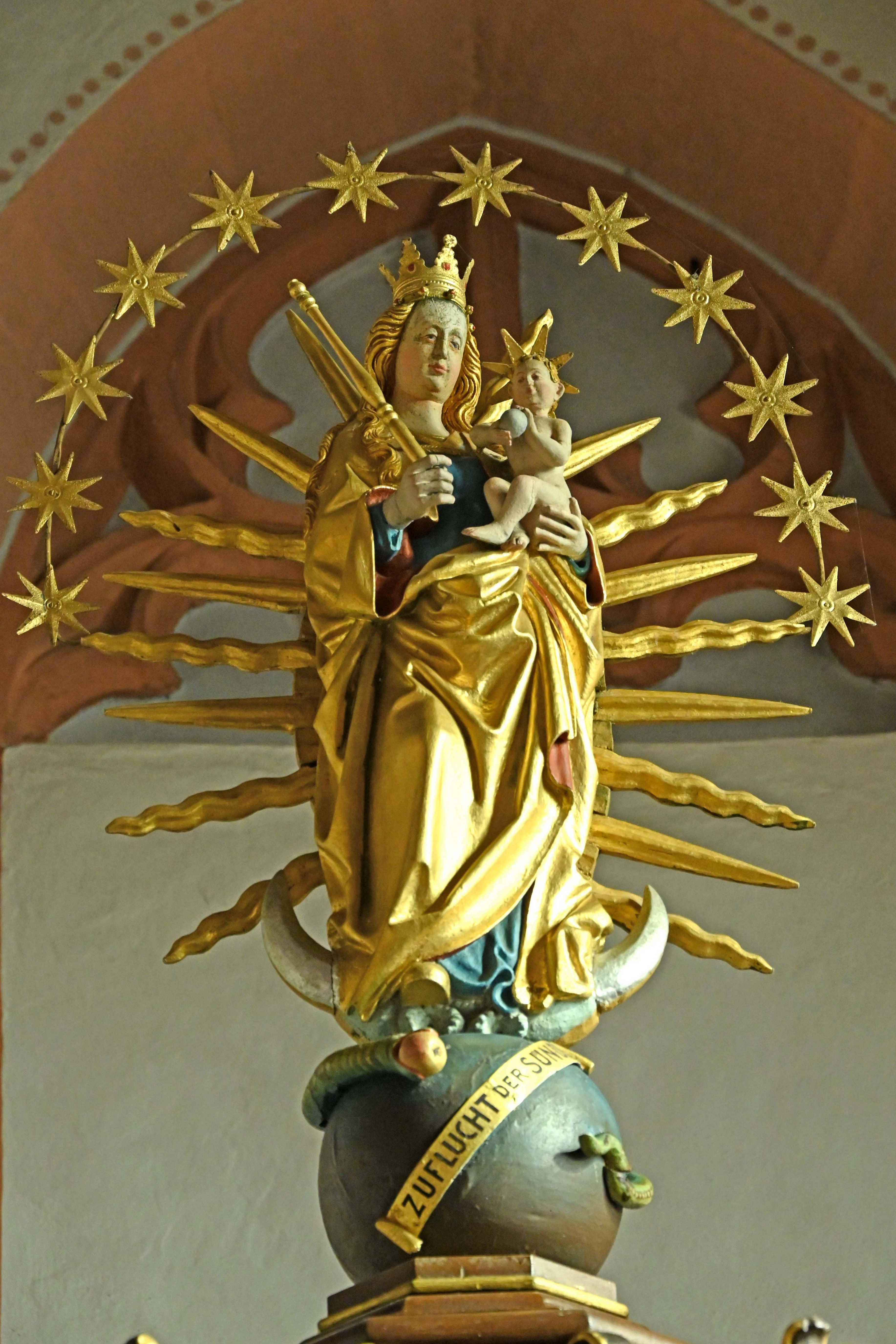
Strahlenkranz-Madonna
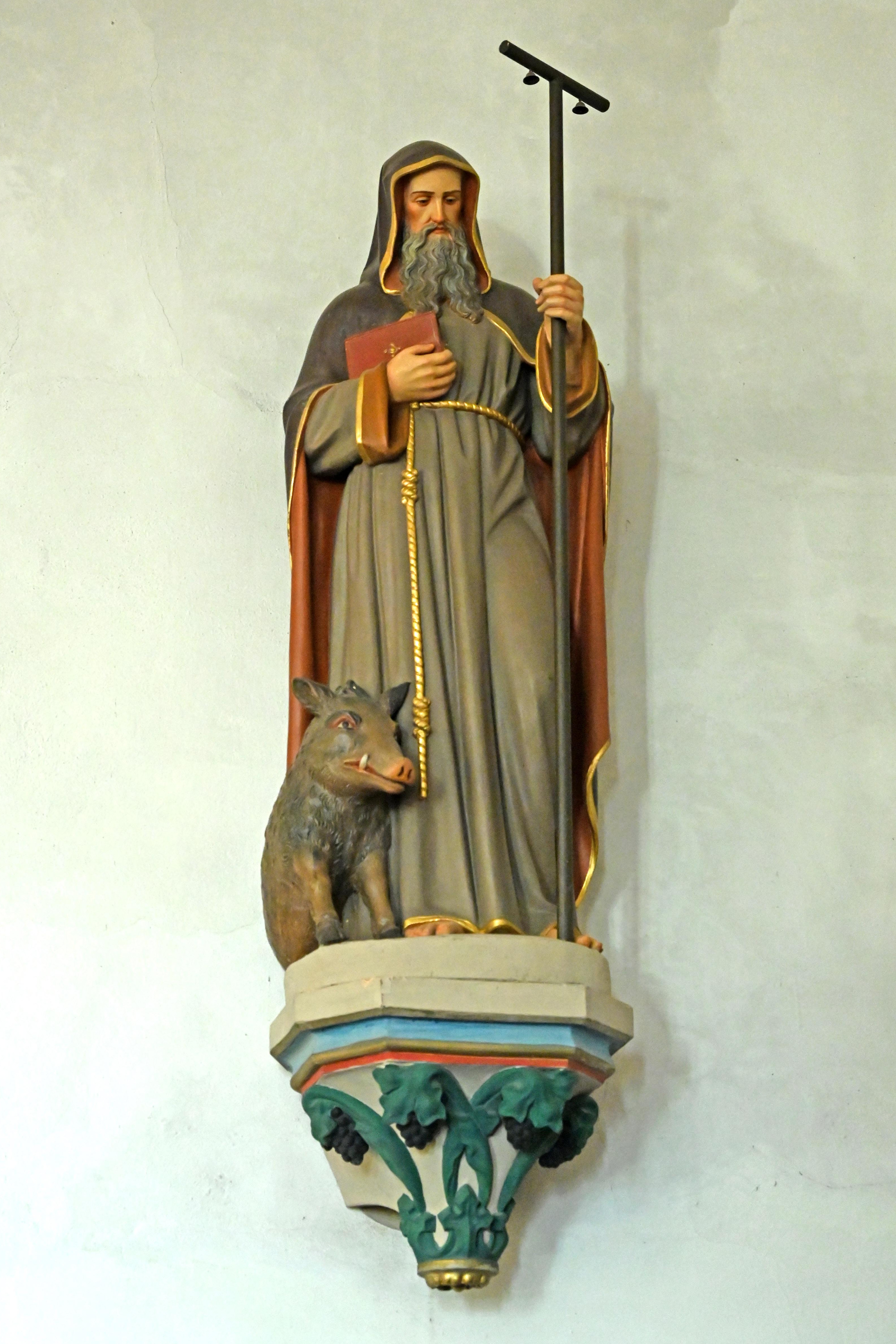
Statue St. Antonius
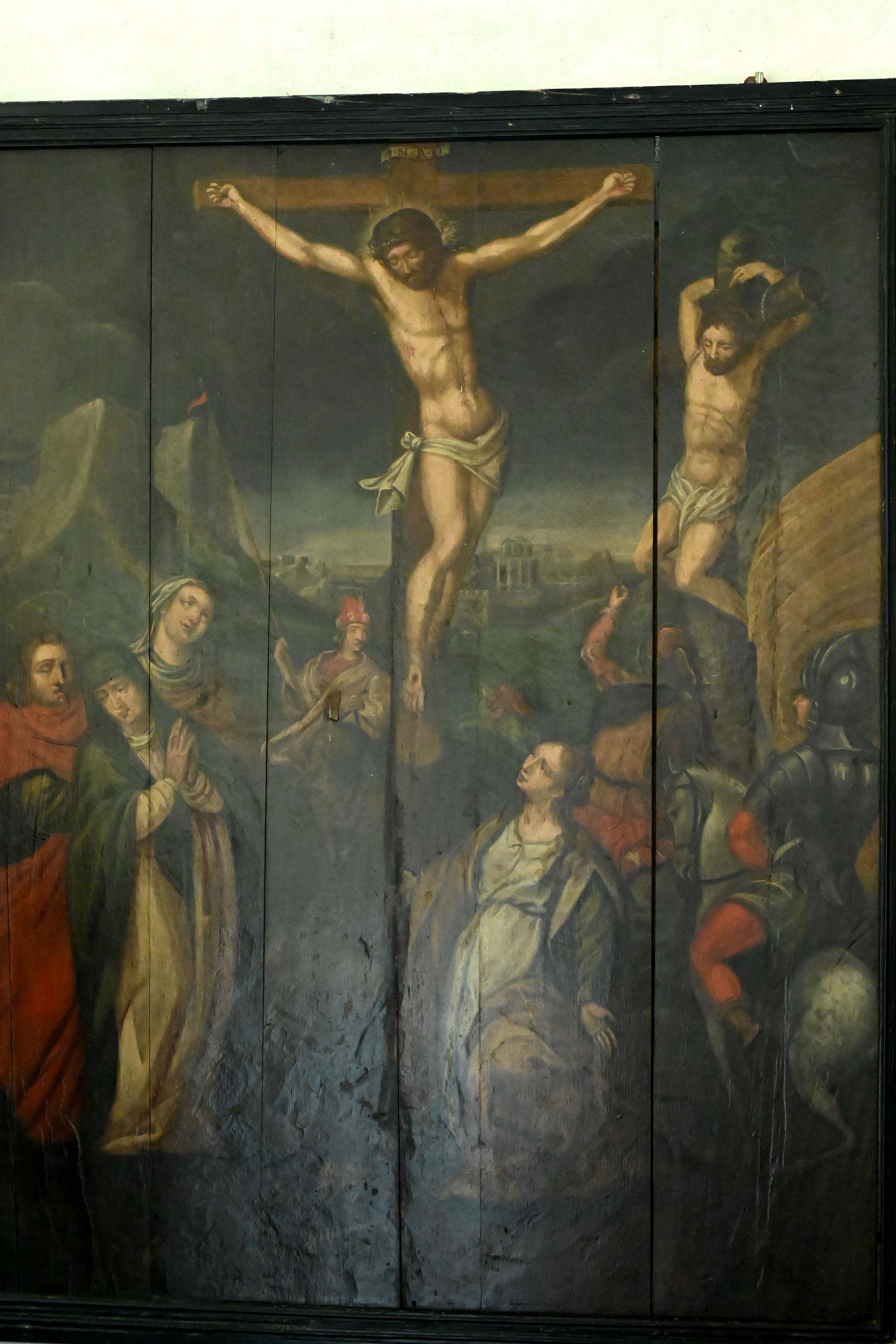
Ölgemälde, Kreuzigung
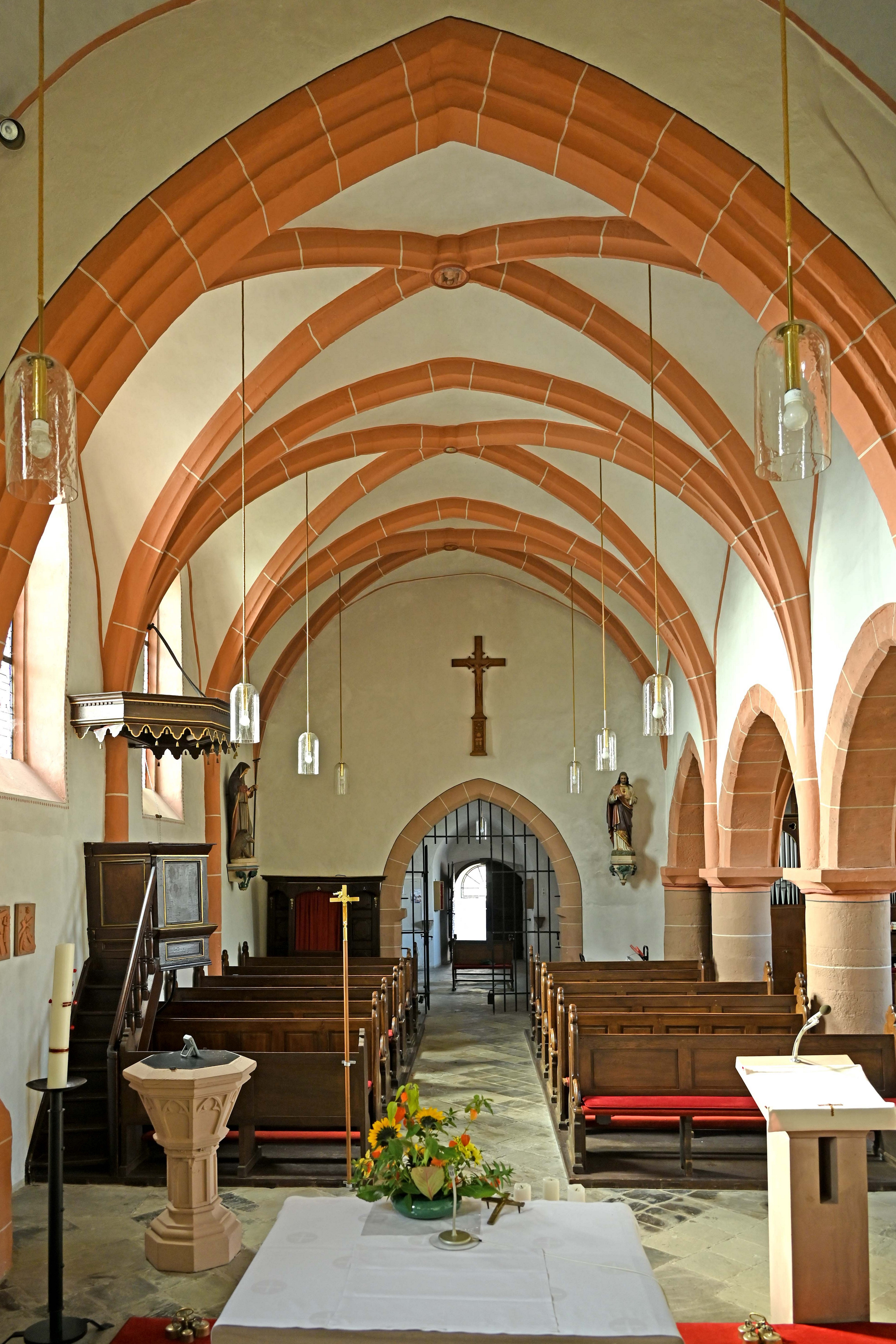
Mittelschiff nach Westen
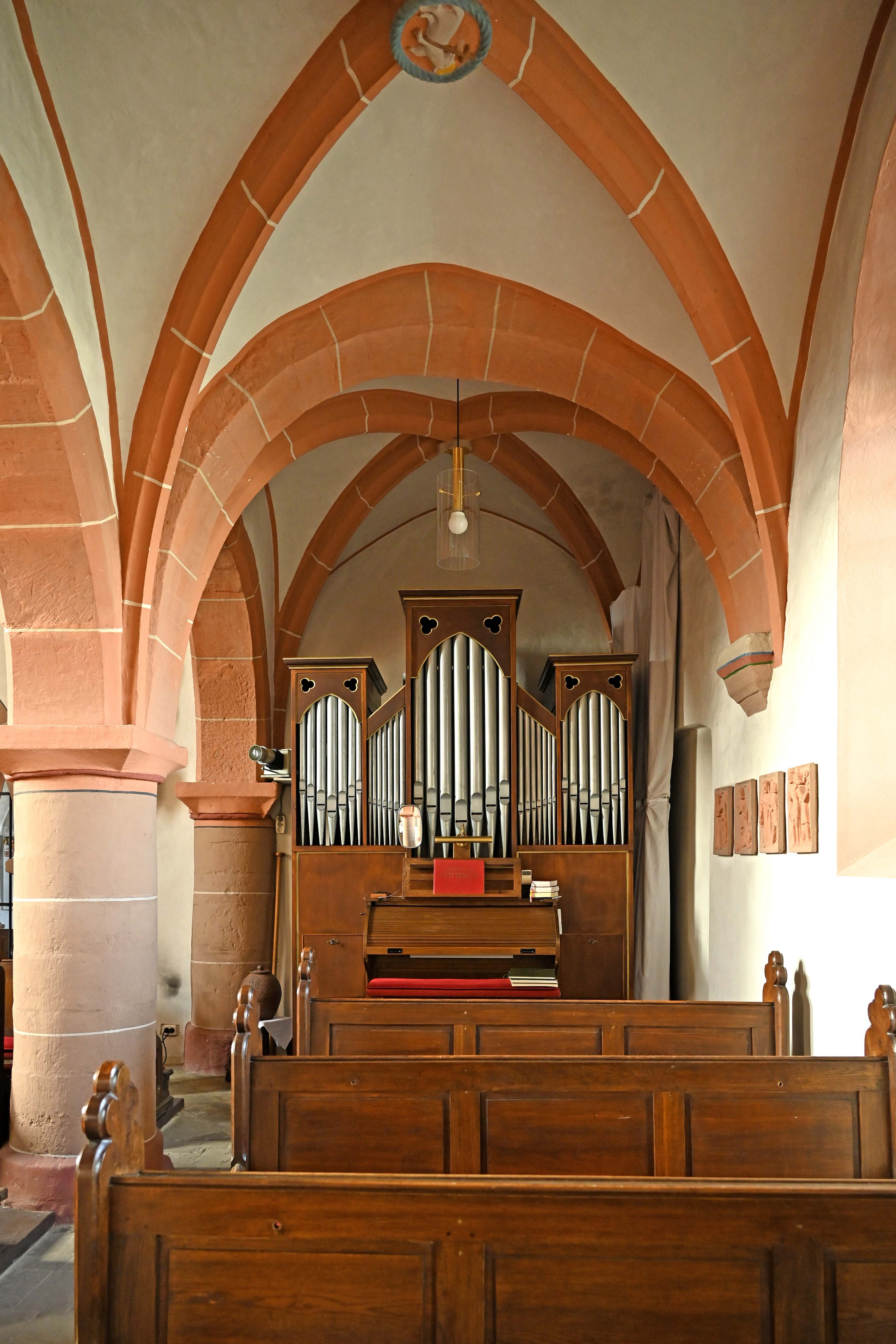
Seitenschiff, Orgel (1871)
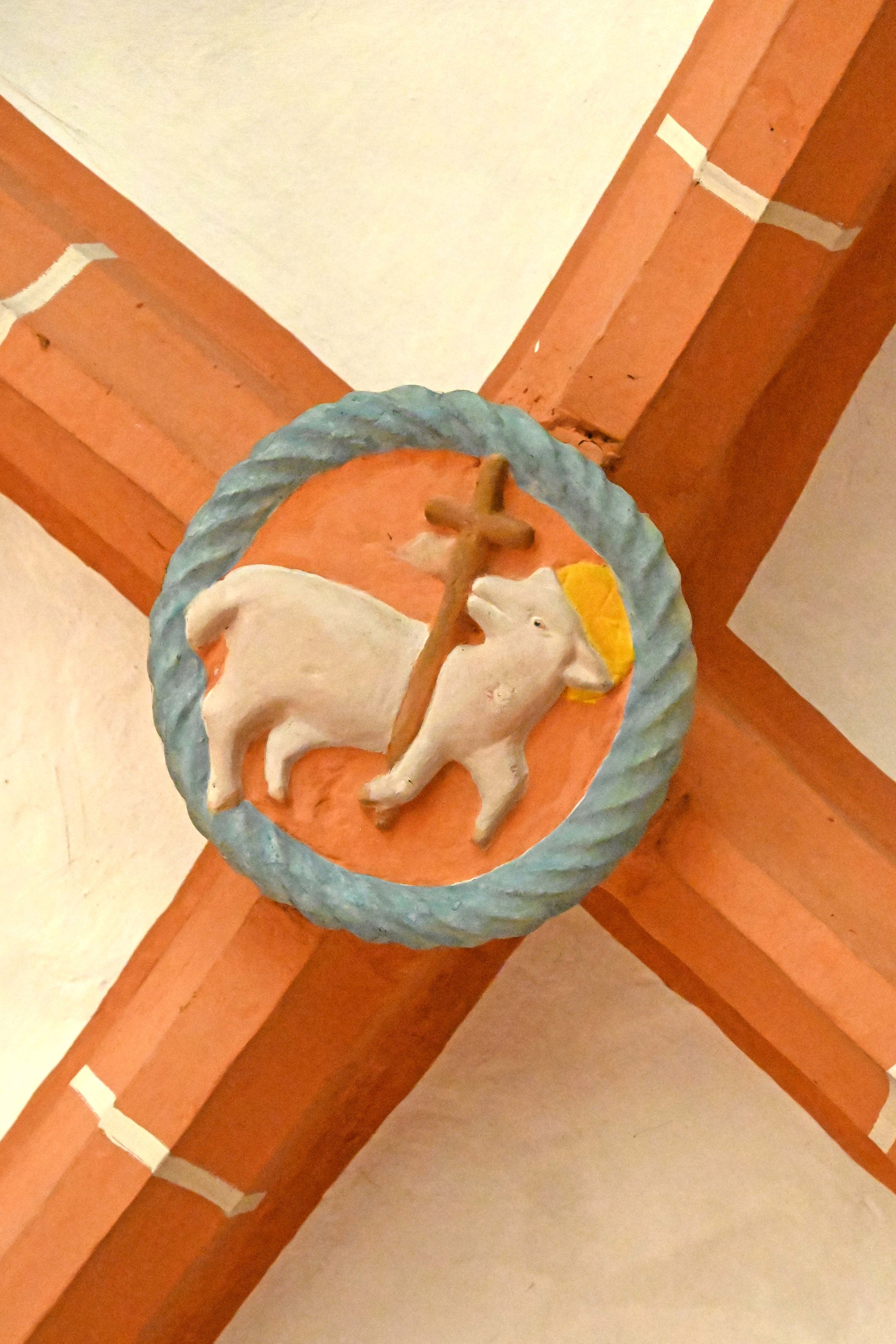
Schlussstein

- Eine Glocke mit dem Ton b’ von 1748 wurde von  Bartholomäus Gunder aus Köln gegossen.
- Die Glocke mit dem Ton f’ as’  von 1967 wurde von Johannes Mark aus Brockscheid gegossen.
- Die Orgel hat 5 Register und eine mechanische Traktur, sie wurde 1871 von Wilhelm Bertram aus Engers gebaut. 1900 wurde sie von Orgelbau Schäben aus Köln mit einer pneumatischen Traktur ausgerüstet. Die Orgelbaufirma Weimbs aus Hellenthal renovierte das Instrument 1958.
- Der Altar aus Holz mit einer Größe von 300 × 350 cm aus dem 18. Jahrhundert ist mit Rokokodekor geschmückt. Der Drehtabernakel stammt aus der Bauzeit des Altares.
- Der Zelebrationsaltar und das Verkündigungspult aus Rotsandstein wurden 1985 von Rumpf aus Andernach angefertigt.
- Ein Taufstein aus dem 19. Jahrhundert.
- Ein Ölgemälde auf Eichenholz 130 × 150 cm groß, aus dem 18. Jahrhundert mit der Darstellung der Kreuzigungsszene.
- Ein Ölgemälde auf Leinwand mit einer Größe von 110 × 70 cm aus dem 18. Jahrhundert zeigt die Heilige Familie.
- Die Büste, wohl eine des hl. Antonius, ist 60 cm hoch, 40 cm breit und 25 cm tief.
- Ein Kelch aus dem 18. Jahrhundert aus vergoldetem Silber mit einer Höhe von 25 cm.
- Die Monstranz aus Kupfer ist vergoldet. Sie ist  68 cm hoch und wurde im 17. Jahrhundert angefertigt.
- Das rote Messgewand mit aufwändiger Gold- und Silberstickerei wurde im 16. Jahrhundert gearbeitet.
- Eine Kreuzgruppe mit den Heiligen Georg, Klara, Barbara und Agnes.[2]

## Pfarrer
Folgende Priester wirkten bislang als Pfarrer an St. Antonius:
- 1912–1956: Hermann-Josef Zilligen
- 1956–1967: Peter Roblek
- 1967–1976: Hubert Lückenbach
- 1977–1978: Paul Jansen
- 1978–2002: Robert Bruchhausen
- 2002–2023: Hans-Joachim Hellwig
- 2023–2025: Klemens Gößmann
- Seit 2025: P. Wieslaw Kaczor SDS